# Tercera Federación - Grupo III 2024-25
La temporada 2024-25 del Grupo III de la Tercera Federación de fútbol comenzó el 8 de septiembre de 2024 y finalizó el 11 de mayo de 2025. Posteriormente se disputó la promoción de ascenso entre el 18 de mayo y el 8 de junio en su fase territorial, y para finalizar en su fase nacional entre el 15 y 22 de junio. Se trata de la cuarta edición tras la restructuración de las categorías no profesionales por parte de la RFEF a causa de la pandemia global causada por el Coronavirus; y es la quinta categoría a nivel nacional.

## Sistema de competición
Participan dieciocho clubes encuadrados en un único grupo. Se enfrentan todos contra todos en dos ocasiones -una en campo propio y otra en campo contrario- durante un total de 34 jornadas. El orden de los encuentros se decide por sorteo antes de empezar la competición. La Federación de Fútbol de Cantabria es la responsable de designar las fechas de los partidos y los árbitros de cada encuentro, reservando al equipo local la potestad de fijar el horario exacto de cada encuentro.
Una vez finalizada la competición, el primer clasificado asciende directamente a Segunda Federación y se proclama campeón de Tercera Federación.
Los clasificados entre el segundo y el quinto lugar disputan un Play Off territorial en formato de eliminatorias a doble partido ida y vuelta. En caso de empate el vencedor de la eliminatoria es el equipo mejor clasificado. El equipo vencedor de este Play Off se clasifica a la Promoción de ascenso a Segunda Federación que tiene carácter de final interterritorial.
Los tres últimos clasificados descienden directamente a Regional Preferente. Puede haber más descensos por arrastre provocados por descensos de superior categoría.

## Ascensos y descensos
| Pos. | Ascendidos a 2.ª Federación |
| ---- | --------------------------- |
| 1º   | U. M. Escobedo              |
| 2º   | C. D. Laredo                |

| Pos. | Descendidos de 2.ª Federación |
| ---- | ----------------------------- |
| 17º  | C. D. Cayón                   |

| Pos. | Ascendidos de Regional Preferente |
| ---- | --------------------------------- |
| 1º   | S. D. Barreda Balompié            |
| 2º   | S. D. Gama                        |
| 3º   | C. D. Barquereño                  |
| 4º   | C. D. Monte                       |

| Pos. | Descendidos a Regional Preferente |
| ---- | --------------------------------- |
| 16.º | S. D. Solares-Medio Cudeyo        |
| 17.º | U. C. Cartes                      |
| 18.º | Velarde C. F.                     |

## Equipos

### Listado de equipos
| Equipo                    | Localidad                  | Estadio                            | Capacidad |
| ------------------------- | -------------------------- | ---------------------------------- | --------- |
| S. D. Atlético Albericia  | Santander                  | Juan Hormaechea                    | 1.000     |
| C. D. E. Atlético Mineros | Reocín                     | Puente San Miguel                  | 300       |
| C. D. Barquereño          | San Vicente de la Barquera | El Castañar                        | 3.000     |
| S. D. Barreda Balompié    | Barreda                    | Solvay                             | 2.000     |
| C. D. Bezana              | Santa Cruz de Bezana       | Municipal                          | 3.000     |
| Castro F. C.              | Castro-Urdiales            | Riomar                             | 1.200     |
| C. D. Cayón               | Sarón                      | Fernando Astobiza                  | 3.500     |
| C. D. Colindres           | Colindres                  | El Carmen                          | 2.500     |
| S. D. Gama                | Gama                       | Santa María                        | 500       |
| C. D. Guarnizo            | Guarnizo                   | Campos de El Pilar                 | 3.000     |
| C. D. Monte               | Santander                  | San Juan de Monte                  | 500       |
| C. D. Naval               | Reinosa                    | San Francisco                      | 1.500     |
| C. D. Revilla             | Revilla                    | El Crucero                         | 600       |
| U. D. Sámano              | Sámano                     | Vallegón                           | 1.500     |
| A. D. Siete Villas        | Castillo Siete Villas      | San Pedro                          | 595       |
| S. D. Torina              | Bárcena de Pie de Concha   | Municipal Bárcena de Pie de Concha | 2.000     |
| C. D. Tropezón            | Tanos                      | Santa Ana                          | 1.500     |
| S.R.D. Vimenor C. F.      | Vioño de Piélagos          | La Vidriera                        | 800       |

| At. Albericia At. Mineros Barquereño Barreda Bezana Castro Cayón Colindres Gama Guarnizo Monte Naval Revilla Sámano Siete Villas Torina Tropezón Vimenor |

## Clasificación
| Pos. | Equipo                        | Pts. | PJ | G  | E  | P  | GF | GC | Dif. |                                                    |
| ---- | ----------------------------- | ---- | -- | -- | -- | -- | -- | -- | ---- | -------------------------------------------------- |
| 1    | U. D. Sámano (A, C)           | 70   | 34 | 20 | 10 | 4  | 52 | 22 | +30  | Ascenso a Segunda Federación y Copa del Rey        |
| 2    | C. D. Tropezón                | 67   | 34 | 20 | 7  | 7  | 58 | 30 | +28  | Acceso a Promoción de Ascenso a Segunda Federación |
| 3    | S. D. Atlético Albericia      | 64   | 34 | 19 | 7  | 8  | 64 | 39 | +25  | Acceso a Promoción de Ascenso a Segunda Federación |
| 4    | C. D. Cayón                   | 62   | 34 | 19 | 5  | 10 | 61 | 41 | +20  | Acceso a Promoción de Ascenso a Segunda Federación |
| 5    | Castro F. C.                  | 59   | 34 | 16 | 11 | 7  | 45 | 26 | +19  | Acceso a Promoción de Ascenso a Segunda Federación |
| 6    | C. F. Vimenor                 | 57   | 34 | 17 | 6  | 11 | 63 | 42 | +21  |                                                    |
| 7    | C. D. Bezana                  | 54   | 34 | 15 | 9  | 10 | 46 | 41 | +5   |                                                    |
| 8    | S. D. Torina                  | 50   | 34 | 14 | 8  | 12 | 49 | 44 | +5   |                                                    |
| 9    | C. D. Barquereño              | 49   | 34 | 13 | 10 | 11 | 60 | 59 | +1   |                                                    |
| 10   | C. D. Guarnizo                | 48   | 34 | 11 | 15 | 8  | 44 | 37 | +7   |                                                    |
| 11   | C. D. Revilla                 | 42   | 34 | 12 | 6  | 16 | 46 | 53 | −7   |                                                    |
| 12   | C. D. Colindres               | 36   | 34 | 9  | 9  | 16 | 36 | 53 | −17  |                                                    |
| 13   | S. D. Gama (D)                | 36   | 34 | 9  | 9  | 16 | 34 | 56 | −22  | Descenso por arrastre a Regional Preferente        |
| 14   | C. D. E. Atlético Mineros (D) | 35   | 34 | 9  | 8  | 17 | 33 | 58 | −25  | Descenso por arrastre a Regional Preferente        |
| 15   | S. D. Barreda Balompié (D)    | 34   | 34 | 8  | 10 | 16 | 49 | 65 | −16  | Descenso por arrastre a Regional Preferente        |
| 16   | C. D. Naval (D)               | 33   | 34 | 9  | 6  | 19 | 40 | 59 | −19  | Descenso a Regional Preferente                     |
| 17   | A. D. Siete Villas (D)        | 28   | 34 | 7  | 7  | 20 | 29 | 53 | −24  | Descenso a Regional Preferente                     |
| 18   | C. D. Monte (D)               | 20   | 34 | 5  | 5  | 24 | 33 | 64 | −31  | Descenso a Regional Preferente                     |

Actualizado a los partidos jugados el 11 de mayo de 2025.
 Fuente: BeSoccer

## Resultados
| Local \ Visitante         | ALB | ATM | BAQ | BAR | BEZ | CAS | CAY | COL | GAM | GUA | MON | NAV | REV | SAM | SIV | TOR | TRO | VIM |
| ------------------------- | --- | --- | --- | --- | --- | --- | --- | --- | --- | --- | --- | --- | --- | --- | --- | --- | --- | --- |
| S. D. Atlético Albericia  | —   | 1–1 | 4–2 | 2–1 | 1–2 | 2–1 | 0–1 | 3–0 | 2–1 | 1–3 | 3–1 | 2–0 | 2–1 | 0–0 | 0–1 | 1–0 | 2–0 | 3–2 |
| C. D. E. Atlético Mineros | 1–0 | —   | 1–4 | 3–1 | 2–0 | 0–2 | 2–2 | 2–0 | 1–1 | 0–0 | 3–0 | 0–0 | 0–1 | 0–3 | 1–0 | 0–1 | 0–5 | 0–1 |
| C. D. Barquereño          | 1–2 | 1–0 | —   | 3–1 | 1–1 | 0–0 | 4–1 | 2–2 | 0–0 | 5–3 | 2–1 | 2–2 | 2–1 | 3–2 | 6–2 | 4–3 | 2–0 | 1–3 |
| S. D. Barreda Balompié    | 2–2 | 1–1 | 1–1 | —   | 4–2 | 0–0 | 2–1 | 2–2 | 1–2 | 0–1 | 2–1 | 3–1 | 1–3 | 0–3 | 1–0 | 3–2 | 0–2 | 0–3 |
| C. D. Bezana              | 2–2 | 2–0 | 2–2 | 1–1 | —   | 1–1 | 1–0 | 1–0 | 0–3 | 0–1 | 1–0 | 3–1 | 4–1 | 0–1 | 2–1 | 1–0 | 1–3 | 2–1 |
| Castro F. C.              | 0–2 | 2–0 | 2–0 | 2–2 | 1–1 | —   | 0–0 | 4–0 | 2–0 | 3–2 | 2–0 | 2–0 | 3–1 | 0–0 | 2–1 | 1–1 | 2–1 | 1–1 |
| C. D. Cayón               | 2–4 | 4–0 | 3–0 | 3–0 | 3–2 | 1–0 | —   | 3–1 | 1–2 | 1–3 | 2–1 | 3–1 | 5–1 | 1–2 | 1–0 | 2–1 | 0–1 | 1–4 |
| C. D. Colindres           | 0–4 | 1–1 | 2–1 | 3–0 | 0–0 | 2–0 | 0–2 | —   | 4–0 | 0–0 | 1–2 | 3–1 | 1–0 | 1–1 | 0–0 | 3–4 | 0–2 | 1–2 |
| S. D. Gama                | 0–2 | 1–0 | 0–0 | 0–2 | 0–4 | 3–4 | 1–2 | 1–2 | —   | 2–2 | 1–1 | 1–2 | 4–2 | 0–0 | 1–0 | 0–0 | 0–3 | 0–0 |
| C. D. Guarnizo            | 3–2 | 0–0 | 3–0 | 1–1 | 1–1 | 0–2 | 2–2 | 2–0 | 2–2 | —   | 2–0 | 1–1 | 1–1 | 1–2 | 0–0 | 2–0 | 1–1 | 0–2 |
| C. D. Monte               | 2–4 | 1–2 | 4–2 | 3–3 | 0–1 | 0–2 | 1–1 | 0–1 | 0–3 | 1–0 | —   | 1–2 | 0–1 | 2–3 | 0–2 | 1–2 | 2–3 | 2–4 |
| C. D. Naval               | 1–2 | 3–2 | 1–2 | 2–1 | 2–0 | 2–0 | 0–3 | 1–2 | 0–1 | 1–1 | 2–1 | —   | 0–1 | 0–2 | 0–0 | 0–1 | 2–3 | 1–2 |
| C. D. Revilla             | 0–4 | 4–2 | 0–0 | 4–1 | 1–2 | 0–1 | 2–0 | 4–1 | 4–0 | 2–3 | 1–1 | 2–4 | —   | 1–1 | 0–2 | 0–0 | 2–1 | 3–1 |
| U. D. Sámano              | 0–0 | 3–0 | 4–1 | 2–1 | 1–0 | 0–2 | 1–1 | 2–1 | 4–0 | 1–0 | 1–0 | 1–1 | 1–0 | —   | 2–0 | 1–1 | 3–1 | 1–0 |
| A. D. Siete Villas        | 3–3 | 2–3 | 0–3 | 1–5 | 1–2 | 0–0 | 1–2 | 2–0 | 1–3 | 0–2 | 0–1 | 2–1 | 2–0 | 0–2 | —   | 0–2 | 3–1 | 0–0 |
| S. D. Torina              | 1–1 | 3–4 | 2–0 | 3–2 | 2–0 | 0–0 | 1–4 | 2–0 | 2–0 | 1–1 | 1–2 | 3–0 | 1–2 | 2–1 | 1–1 | —   | 0–2 | 2–1 |
| C. D. Tropezón            | 1–0 | 4–1 | 3–0 | 0–0 | 1–1 | 1–0 | 0–1 | 2–2 | 3–1 | 2–0 | 0–0 | 5–2 | 0–0 | 0–0 | 3–1 | 2–1 | —   | 1–0 |
| C. F. Vimenor             | 3–1 | 4–0 | 3–3 | 5–4 | 2–3 | 2–1 | 0–2 | 0–0 | 3–0 | 0–0 | 4–1 | 1–3 | 2–0 | 2–1 | 3–0 | 2–3 | 0–1 | —   |

## Play Off de Ascenso a Segunda Federación
|  | Cuartos                                              | Cuartos                                              | Cuartos                                              | Cuartos                                              | Cuartos                                              |   |     | Semifinales                                          | Semifinales                                          | Semifinales                                          | Semifinales                                          | Semifinales                                          |  |
|  | 18 de mayo de 2025 (ida) 24 de mayo de 2025 (vuelta) | 18 de mayo de 2025 (ida) 24 de mayo de 2025 (vuelta) | 18 de mayo de 2025 (ida) 24 de mayo de 2025 (vuelta) | 18 de mayo de 2025 (ida) 24 de mayo de 2025 (vuelta) | 18 de mayo de 2025 (ida) 24 de mayo de 2025 (vuelta) |   |     | 31 de mayo de 2025 (ida) 7 de junio de 2025 (vuelta) | 31 de mayo de 2025 (ida) 7 de junio de 2025 (vuelta) | 31 de mayo de 2025 (ida) 7 de junio de 2025 (vuelta) | 31 de mayo de 2025 (ida) 7 de junio de 2025 (vuelta) | 31 de mayo de 2025 (ida) 7 de junio de 2025 (vuelta) |  |
|  |                                                      |                                                      |                                                      |                                                      |                                                      |   |     |                                                      |                                                      |                                                      |                                                      |                                                      |  |
|  |                                                      |                                                      |                                                      |                                                      |                                                      |   |     |                                                      |                                                      |                                                      |                                                      |                                                      |  |
|  | 4.º                                                  | C. D. Cayón                                          | 2                                                    | 3                                                    | 5                                                    |   |     |                                                      |                                                      |                                                      |                                                      |                                                      |  |
|  | 4.º                                                  | C. D. Cayón                                          | 2                                                    | 3                                                    | 5                                                    |   |     |                                                      |                                                      |                                                      |                                                      |                                                      |  |
|  | 3.º                                                  | S. D. Atlético Albericia                             | 1                                                    | 2                                                    | 3                                                    |   |     |                                                      |                                                      |                                                      |                                                      |                                                      |  |
|  | 3.º                                                  | S. D. Atlético Albericia                             | 1                                                    | 2                                                    | 3                                                    |   | 4.º | C. D. Cayón                                          | 1                                                    | 2                                                    | 3                                                    |                                                      |  |
|  |                                                      |                                                      |                                                      |                                                      |                                                      |   | 4.º | C. D. Cayón                                          | 1                                                    | 2                                                    | 3                                                    |                                                      |  |
|  |                                                      |                                                      | 2.º                                                  | C. D. Tropezón                                       | 1                                                    | 1 | 2   |                                                      |                                                      |                                                      |                                                      |                                                      |  |
|  | 5.º                                                  | Castro F. C.                                         | 2.º                                                  | C. D. Tropezón                                       | 1                                                    | 1 | 2   | 0                                                    | 0                                                    | 0                                                    |                                                      |                                                      |  |
|  | 5.º                                                  | Castro F. C.                                         |                                                      |                                                      |                                                      |   |     | 0                                                    | 0                                                    | 0                                                    |                                                      |                                                      |  |
|  | 2.º                                                  | C. D. Tropezón                                       | 1                                                    | 2                                                    | 3                                                    |   |     |                                                      |                                                      |                                                      |                                                      |                                                      |  |
|  | 2.º                                                  | C. D. Tropezón                                       | 1                                                    | 2                                                    | 3                                                    |   |     |                                                      |                                                      |                                                      |                                                      |                                                      |  |
|  |                                                      |                                                      |                                                      |                                                      |                                                      |   |     |                                                      |                                                      |                                                      |                                                      |                                                      |  |